# Episcopia Ortodoxă Sârbă de Timișoara

Episcopiile ortodoxe sârbe din Europa

Episcopia Ortodoxă Sârbă de Timișoara este eparhia de pe teritoriul României a Bisericii Ortodoxe Sârbe. Episcopul titular este Lukijan Pantelić, episcop de Buda. Eparhia este condusă efectiv de delegatul său, preotul vicar Marinco Markov.

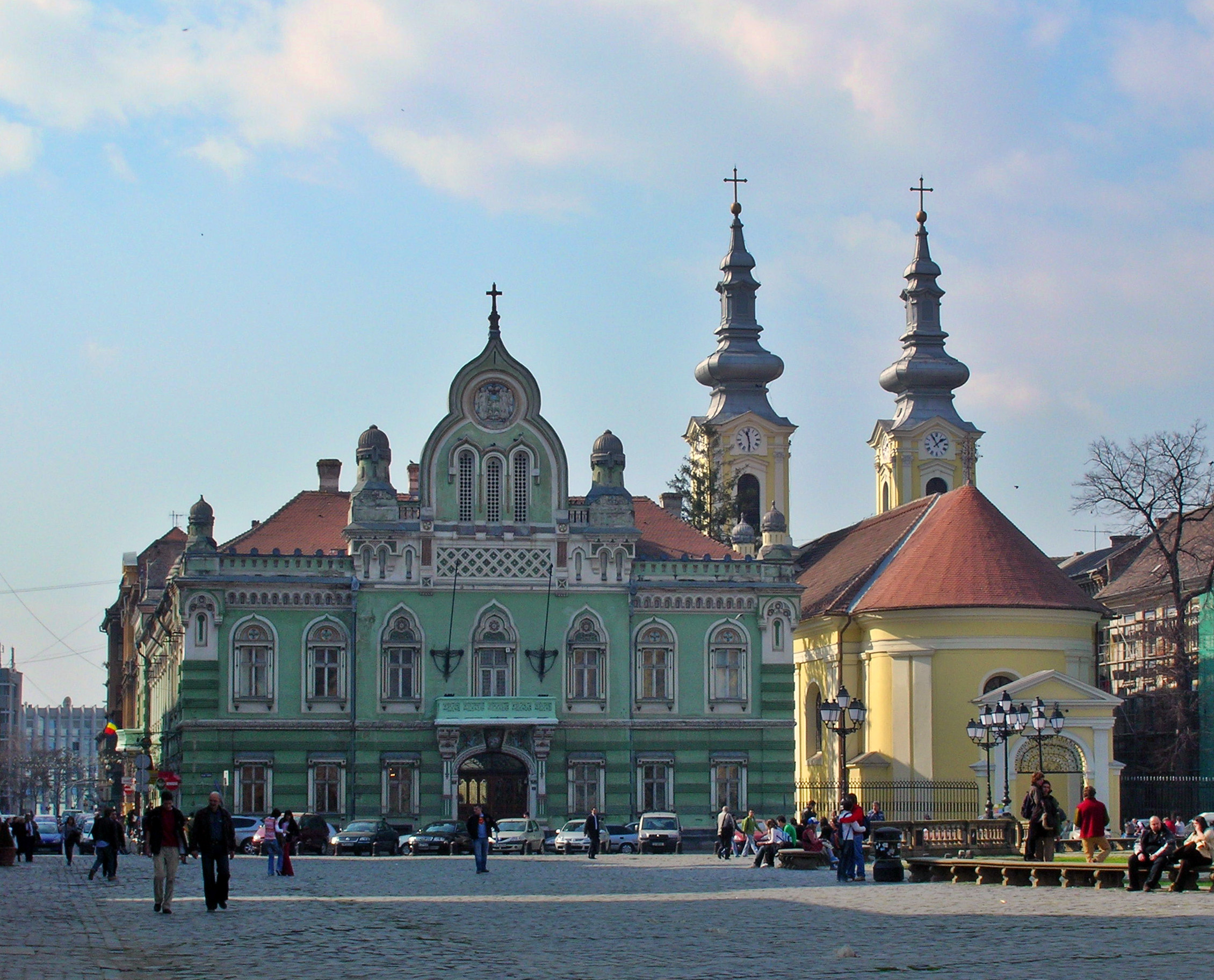
Palatul Episopiei Ortodoxe Sârbe de Timişoara (stânga) şi Catedrala Ortodoxă Sârbă din Timişoara (dreapta)

Catedrala Ortodoxă Sârbă din Timișoara este catedrala acestei episcopii. Fosta biserică a comunității ortodoxe din Timișoara a pierit într-un incendiu în anul 1728. Noua biserică a fost ridicată între anii 1744-1748 în stil baroc, cu ajutorul donațiilor credincioșilor.

## Episcopi
Episcopii acestei eparhii au fost:
- Neofit, 1608-1613
- Isaia, 1640
- Iosif, 1643-1655.
- Teodor, 1643.
- Sebastian, 1644-1647.
- Mihail, 1681–1687
- Vasilije, 1688
- Iosif al II-lea, după 1688.
- Vasilije, în jurul anului 1693.
- Isaija Đaković, 1694–1708.
- Constantin Grecul, 1704–1713; numit de patriarhul sârb Kalinik.
- Hadži Joanikije Vladisavljević, 1713-1722 -1727
- Nikola Dimitrijević, 1728–1744; până atunci episcop de Caransebeș
- Georgije Popović, 1745–1757.
- Vićentije Jovanović Vidak, 1759–1774.
- Moise Călătorul, 1774–1781.
- Sofronije Kirilović, 1781–1786.
- Petar Petrović, 1786–1800.
- Stefan Avakumović, 1801-1822.
- Joseph Putnik, 1829-1830.
- Maksim Manuilović, 1833-1838.
- Pantelejmon Živković, 1839-1851.
- Samuil Mashirevic, 1853-1864.
- Antonije Nako, 1864–1869.
- Georgije Vojnović, 1874–1881.
- Georgije Branković, 1882-1890.
- Nikanor Popović, 1891–1901.
- Dr. Georgije Letić, 1904–1931.
- Lukijan Pantelić, 1999–2002.

## Administratori
În plus, din 1872, eparhia a fost administrată de administratorii:
- Arsenije Stojković (1872—1874);
- Gherman Andjelić (1881-1882);
- Georgije Branković (1890—1891);
- Nektarije Dimitrijević (1891);
- Georgije Branković (1901);
- Lukijan Bogdanović (1901—1904);
- Dr. Georgije Letić (1932-1935);
- Dr. Irinej Cirić (1935-1952);
- Visarion Kostić (1952—1979);
- Hrisostom Vojinović (1979—1980);
- Dr. Sava Vuković (1980-1996);
- Lukijan Pantelić (1996—1999 și din 2002).